# Área metropolitana de South Bend-Mishawaka
El área metropolitana de South Bend-Mishawaka o Área Estadística Metropolitana de South Bend-Mishawaka, IN-MI MSA como la denomina oficialmente la Oficina de Administración y Presupuesto, es un Área Estadística Metropolitana centrada en las ciudades de South Bend y Mishawaka. Abarca parte de los estados estadounidenses de Indiana y Míchigan y tiene una población de 319.224 habitantes según el Censo de 2010, convirtiéndola en la 150.º área metropolitana más poblada de los Estados Unidos.

## Composición
Los 2 condados del área metropolitana, junto con su población según los resultados del censo 2010:
- St. Joseph – 266.931 habitantes
- Cass – 52.293 habitantes

## Área Estadística Metropolitana Combinada
El área metropolitana de Elkhart es parte del Área Estadística Metropolitana Combinada de South Bend-Elkhart-Mishawaka, IN-MI CSA junto con el Área Estadística Metropolitana de Elkhart-Goshen, IN MSA; totalizando 516.783 habitantes en un área de 3.723 km².

## Comunidades del área metropolitana
Ciudades principales
- South Bend (Indiana)
- Mishawaka (Míchigan)

Comunidades con más de 1.000 habitantes
- Cassopolis (Míchigan)
- Dowagiac (Míchigan)
- Edwardsburg (Míchigan)
- Georgetown (Indiana)
- Granger (Indiana)
- Gulivoire Park (Indiana)
- Marcellus (Míchigan)
- New Carlisle (Indiana)
- Niles (Míchigan)
- North Liberty (Indiana)
- Osceola (Indiana)
- Roseland (Indiana)
- Walkerton (Indiana)

Comunidades con menos de 1.000 habitantes
- Indian Village (Indiana)
- Lakeville (Indiana)
- Vandalia (Míchigan)

Lugares no incorporados
- Colburn (Indiana)
- Crumstown (Indiana)
- La Grange (Míchigan)
- Notre Dame (Indiana)
- Penn (Míchigan)
- Pleasant Valley (Indiana)
- Pokagon (Míchigan)
- Sumnerville (Míchigan)
- Union (Míchigan)
- Westfield (Indiana)
- Wyatt (Indiana)